# Paulette Cherici-Porello
Paulette Cherici-Porello (27 août 1924, Monaco - 21 septembre 2018) est une écrivaine et poète monégasque, présentée comme la seule femme écrivaine en monégasque.

## Biographie
En 1986, elle publie son premier recueil de poèmes, contes et théâtre : Messcia. En 1989, elle succède à Francis Gag comme majorale du Félibrige au siège de la Cigalo de Camp-Cabèu.
En 2011, elle est traduite par Fred Johnston (en) dans la revue Prairie Schooner. Johnston avait découvert le travail de Paulette Cherici-Porello alors qu'il était en résidence à la bibliothèque irlandaise Princesse-Grace (en). En 2012, alors que Monaco peine à trouver un représentant pour les Olympiades culturelles organisées en parallèles aux Jeux olympiques d'été de 2012, elle est proposée mais décline l'invitation. La même année paraît son dernier ouvrage : Antebrün, préfacé par le prince Albert II.
Elle a été présidente de l'Union des femmes monégasques et du Comité national des traditions monégasques.